# Wiązownica (gmina)
Wiązownica – gmina wiejska w województwie podkarpackim, w powiecie jarosławskim. W latach 1975–1998 gmina położona była w województwie przemyskim.
Siedziba gminy to Wiązownica.
Według danych z 30 czerwca 2004 gminę zamieszkiwało 10 975 osób. Natomiast według danych z 31 grudnia 2019 roku gminę zamieszkiwało 11 715 osób.

## Historia
1 sierpnia 1934 roku zostały utworzone gminy zbiorowe:
- Gmina Radawa z siedzibą w Radawie, w której skład weszły dotychczasowe jednostkowe gminy wiejskie: Cetula, Czerwona Wola, Mołodycz, Radawa, Surmaczówka, Zaradawa
- Gmina Wiązownica z siedzibą w Wiązownicy, w której skład weszły dotychczasowe jednostkowe gminy wiejskie: Manasterz, Nielepkowice, Piwoda, Szówsko, Wiązownica[6].

17 kwietnia 1945 kureń UPA „Mesnyky”, dowodzony przez Iwana Szpontaka ps. Zalizniak, zaatakował Wiązownicę w wyniku czego zamordowanych zostało 91 mieszkańców, a 25 zostało rannych. Spalono ponad 100 gospodarstw, co stanowiło niemal połowę domów we wsi.
5 października 1954 roku w wyniku reformy podziału administracyjnego, gminy zostały zniesione, a w ich miejsce utworzono gromady: Radawa, Szówsko, Wiązownica.
1 stycznie 1973 roku reaktywowano gminę Wiązownicę, w której skład weszły miejscowości: Cetula, Manasterz, Mołodycz, Nielepkowice, Piwoda, Radawa, Ryszkowa Wola, Surmaczówka, Szówsko, Wólka Zapałowska, Zapałów.

## Struktura powierzchni
Według danych z roku 2002 gmina Wiązownica ma obszar 243,86 km², w tym:
- użytki rolne: 45%
- użytki leśne: 48%

Gmina stanowi 23,7% powierzchni powiatu.

## Demografia

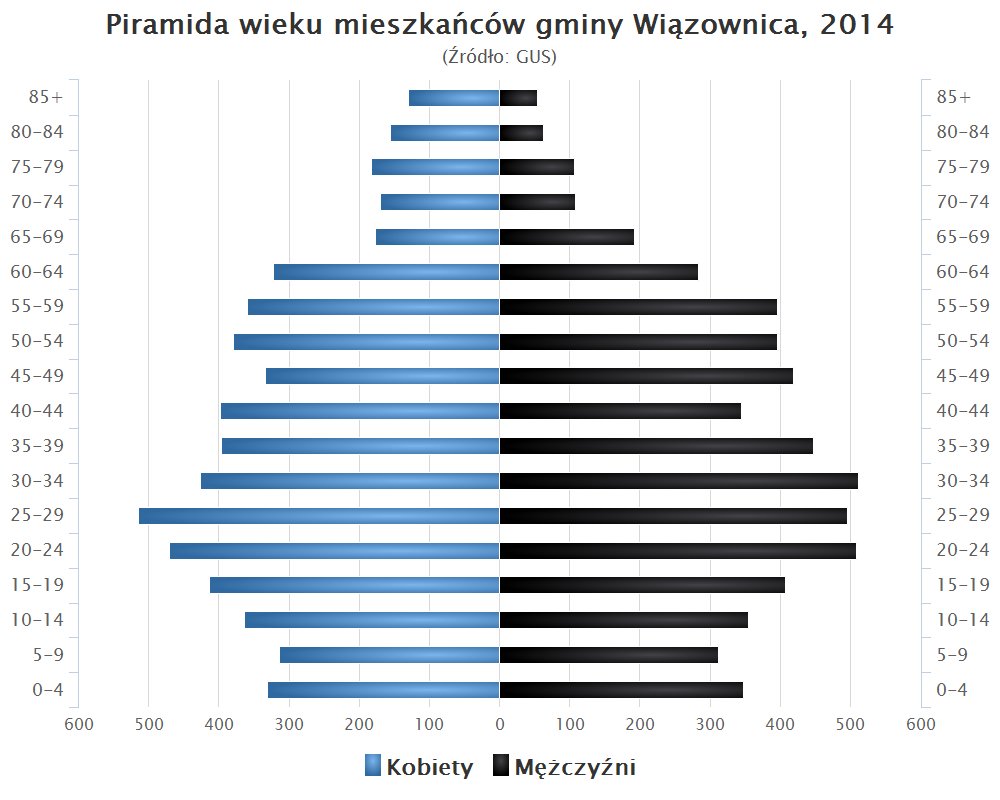
Piramida wieku mieszkańców gminy Wiązownica w 2014 roku

Dane z 30 czerwca 2004:
| Opis                              | Ogółem | Ogółem | Kobiety | Kobiety | Mężczyźni | Mężczyźni |
| --------------------------------- | ------ | ------ | ------- | ------- | --------- | --------- |
| jednostka                         | osób   | %      | osób    | %       | osób      | %         |
| populacja                         | 10 975 | 100    | 5533    | 50,4    | 5442      | 49,6      |
| gęstość zaludnienia (mieszk./km²) | 45     | 45     | 22,7    | 22,7    | 22,3      | 22,3      |

## Sołectwa
| Sołectwo         | Ludność | Sołtys                      | Parafia                                    | Szkoła            | Geodezyjny identyfikator obrębu ewidencyjnego |
| ---------------- | ------- | --------------------------- | ------------------------------------------ | ----------------- | --------------------------------------------- |
| Cetula           | 550     | Rafał Gac                   | kościół filialny św. Antoniego Padewskiego | Szkoła filialna   | 180411_2.0001                                 |
| Manasterz        | 791     | Marian Rygowski             | MB Pocieszenia                             | Szkoła podstawowa | 180411_2.0002                                 |
| Mołodycz         | 527     | Wiesław Adrian              | Niepokalanego Serca NMP                    | Szkola podstawowa | 180411_2.0003                                 |
| Nielepkowice     | 419     | Jan Kipczak                 | kościół filialny NMP Fatimskiej            |                   | 180411_2.0004                                 |
| Piwoda           | 1150    | Marta Szumigraj             | MB Częstochowskiej                         | Szkoła podstawowa | 180411_2.0005                                 |
| Radawa           | 490     | Anna Frań                   | św. Anny                                   |                   | 180411_2.0006                                 |
| Ryszkowa Wola    | 716     | Bogusław Kocaj              | Świętych Apostołów Piotra i Pawła          | Szkoła podstawowa | 180411_2.0007                                 |
| Surmaczówka      | 168     | Dominika Rapita             | kościół filialny św. Józefa                |                   | 180411_2.0008                                 |
| Szówsko          | 3388    | Stanisław Krupa             | • NSPJ • św. Brata Alberta                 | Szkoła podstawowa | 180411_2.0009                                 |
| Wiązownica       | 2099    | Andrzej Socha               | św. Walentego i Narodzenia NMP             | Szkoła podstawowa | 180411_2.0010                                 |
| Wólka Zapałowska | 90      | Małgorzata Hanas-Szczepanek |                                            |                   | 180411_2.0011                                 |
| Zapałów          | 1281    | Urszula Buczko              | NSPJ                                       | Szkoła podstawowa | 180411_2.0012                                 |

## Sąsiednie gminy
Adamówka, Jarosław, m. Jarosław, Laszki, Oleszyce, Sieniawa, Stary Dzików